# Kirill Kabanov
Kirill Kabanov (russisk: Кирилл Сергеевич Кабанов tr. Kirill Sergejevitj Kabanov ; født 16. juli 1992 i Moskva, Rusland) er en russisk ishockeyspiller. Han spiller i øjeblikket for Aalborg Pirates.

## Aalborg Pirates (2017-18)
Han spillede 58 kampe og scorede 25 mål.